# Aenictus inflatus
Aenictus inflatus (лат.) — вид муравьёв-кочевников, принадлежащий к роду Aenictus.

## Распространение
Юго-восточная Азия: Индонезия (остров Суматра), Малайзия (остров Калимантан), Таиланд.

## Описание
Длина рабочих около 2 мм (от 1,75 до 2,2 мм). Основная окраска желтовато-коричневая. Тело блестящее (кроме морщинистой среднегруди), покрыто отстоящими волосками. Каста рабочих полиморфная. Длина головы крупных рабочих (HL) 0,60 мм; ширина головы (HW) — 0,50 мм; длина скапуса усика (SL) — 0,53 мм. Усики 10-члениковые, скапус относительно длинный, почти достигает задний край головы. Жвалы субтреугольные. Передний край клипеуса выпуклый, ровный, без зубчиков. Голова и первый тергит брюшка гладкие и блестящие. Головные псевдоглазные пятна (Typhlatta spot) развиты. Стебелёк между грудкой и брюшком у рабочих состоит из двух члеников, а у самок и самцов — из одного (петиоль). Нижнечелюстные щупики самок и рабочих 2-члениковые, нижнегубные щупики состоят из 2 сегментов (формула 2,2; у самцов 2,1). Проподеальное дыхальце расположено в верхней боковой части заднегруди. Голени с двумя шпорами. Жало развито.
Вид был впервые описан в 1999 году японскими мирмекологами Сэики Яманэ (Dr. Seiki Yamane) и Ёсиаки Хасимото (Dr. Yoshiaki Hashimoto) по материалу рабочих особей из Борнео, а его валидный статус подтверждён в ходе родовой ревизии, проведённой в 2011 году таиландскими мирмекологами Деча Виватвитайя (Decha Wiwatwitaya) и Вияватом Джайтронгом (Dr. Weeyawat Jaitrong). Включён в состав видовой группы Aenictus inflatus species group, отличаясь уникальной полиморфоной кастой рабочих (у большинства эниктусов рабочие мономорфны).